# جلال‌آباد (بافت)
جلال‌آباد بافت یک روستا در ایران است که در دهستان دشتاب واقع شده‌است.